# جاویراته
جاویراته (به ایتالیایی: Gavirate) یک کومونه در ایتالیا است که در استان وارزه واقع شده‌است.

## خصوصیات
جاویراته ۱۳٫۳ کیلومترمربع مساحت و ۹٬۴۳۸ نفر جمعیت دارد و ۲۶۱ متر بالاتر از سطح دریا واقع شده‌است.